# Casa Vicens
Casa Vicens (spanisch und katalanisch für Haus Vicens) in Barcelona ist ein kaum bekanntes Werk des katalanischen Architekten Antoni Gaudí.
Das Wohnhaus entstand in den Jahren 1883 bis 1885 als Auftragsarbeit für Manuel Vicens i Montaner, einen vermögenden Börsenmakler, in der Straße Carrer de les Carolines 18–24 im Stadtteil Gràcia. Das Gebäude war zusammen mit der zeitgleich entstandenen Villa Quijano die erste große selbständige Arbeit Gaudís. An ihr zeigen sich bereits einige Grundelemente seines Stils wie die Verwendung naturalistischer Ornamentik, von Keramik und vielen Farben. Das Gebäude ist vom Mudéjar-Stil inspiriert, einer Mischform spanischer und arabischer Elemente aus der Zeit nach der Reconquista. Deutlich wird dies etwa an mehreren kleinen Türmchen und an der feingliedrigen Fassade der Obergeschosse. Sehenswert ist außerdem der schmiede- und gusseiserne Zaun, der das Motiv eines Palmblattes zeigt und an die Palmen erinnert, die für den Bau des Hauses weichen mussten.
Einige Innenräume bestechen durch tropfsteinhöhlenartige Gewölbe, am prägnantesten im Raucherzimmer. Verzierungen wie aufgemalte Vögel an Wänden und Türpfosten oder floreale Muster an den Decken sind typische Gestaltungsmerkmale.
Das Gebäude stand ursprünglich direkt an der Mauer eines benachbarten Klosters. Nach Absiedelung dieses Konvents erwarben die damaligen Eigentümer einen Teil des Nachbargrundstücks und wollten Gaudí 1925 mit einer Erweiterung des Gebäudes beauftragen. Dieser lehnte jedoch ab und so wurden Haus und Garten vom Architekten Joan Baptista Serra de Martínez um das Doppelte erweitert.
Serra de Martínez übernahm den Stil des vorhandenen Hauses und ließ sich seine Pläne auch von Gaudí genehmigen. Im Bild ist der vordere Teil des Gebäudes hinter dem Gartenzaun Gaudís Original; der hintere, direkt an der Straße gelegene Teil ab dem Vorsprung ist hingegen die Erweiterung von Serra de Martínez.
Wegen einer Straßenverbreiterung mussten kurz darauf, wieder durch Serra de Martínez, auch die Lage des Zauns und die Eingangssituation geändert werden.
Ein Großteil des Gartens mit Gaudís monumentalem Brunnen sowie einem von Serra errichteten Pavillon gingen 1946 durch Grundstücksverkäufe und anschließende Wohnhaus-Verbauung verloren.
Ein Teil des dabei demontierten Gartenzauns mit den Palmblättern wurde für das Eingangstor des Parc Güell verwendet, ein weiterer Teil befindet sich heute im Casa-Museu Gaudí.
1928 erhielt Serra de Martínez für die Erweiterung des Hauses den jährlich vergebenen Preis der Stadtregierung für das beste Haus.
2005 wurde Casa Vicens zusammen mit anderen Werken Gaudís in die Liste des UNESCO-Welterbes aufgenommen.
Das Haus befand sich lange in Privatbesitz und war deshalb nur von außen zu betrachten. 2014 wurde es vom Kreditinstitut „MoraBanc“ aus Andorra gekauft und restauriert. Am 16. November 2017 wurde es der Öffentlichkeit als Wohnhaus-Museum zugänglich gemacht und kann seitdem besichtigt werden.